# Байджан
Байджан (перс. بائيجان) — село в Ірані, у дегестані Ларіджан-е Софла, у бахші Ларіджан, шагрестані Амоль остану Мазендеран. За даними перепису 2006 року, його населення становило 344 особи, що проживали у складі 97 сімей.

## Клімат
Середня річна температура становить 11,24 °C, середня максимальна – 27,14 °C, а середня мінімальна – -6,25 °C. Середня річна кількість опадів – 257 мм.
| Клімат поселення                              | Клімат поселення | Клімат поселення | Клімат поселення | Клімат поселення | Клімат поселення | Клімат поселення | Клімат поселення | Клімат поселення | Клімат поселення | Клімат поселення | Клімат поселення | Клімат поселення | Клімат поселення |
| Показник                                      | Січ.             | Лют.             | Бер.             | Квіт.            | Трав.            | Черв.            | Лип.             | Серп.            | Вер.             | Жовт.            | Лист.            | Груд.            |                  |
| Середній максимум, °C                         | 4,85             | 6,01             | 9,53             | 15,88            | 20,74            | 25,20            | 27,14            | 26,98            | 23,82            | 18,62            | 12,29            | 6,90             |                  |
| Середня температура, °C                       | −0,71            | 0,44             | 3,97             | 10,32            | 15,19            | 19,65            | 22,18            | 22,02            | 18,89            | 13,66            | 7,33             | 1,92             |                  |
| Середній мінімум, °C                          | −6,25            | −5,12            | −1,59            | 4,76             | 9,64             | 14,09            | 17,23            | 17,07            | 13,92            | 8,70             | 2,38             | −3,03            |                  |
| Норма опадів, мм                              | 33               | 31               | 40               | 27               | 22               | 8                | 6                | 5                | 7                | 25               | 25               | 28               |                  |
| Середньомісячна швидкість вітру, м/с          | 1.79             | 2.26             | 3.05             | 3.28             | 2.80             | 2.28             | 2.19             | 2.32             | 2.30             | 2.29             | 1.89             | 1.58             |                  |
| Середньомісячна сонячна радіація, кДж/м²·день | 9065             | 11703            | 14274            | 17631            | 21300            | 24707            | 24226            | 22556            | 19203            | 14259            | 10807            | 8711             |                  |
| --------------------------------------------- | ---------------- | ---------------- | ---------------- | ---------------- | ---------------- | ---------------- | ---------------- | ---------------- | ---------------- | ---------------- | ---------------- | ---------------- | ---------------- |
| Джерело:                                      |                  |                  |                  |                  |                  |                  |                  |                  |                  |                  |                  |                  |                  |